# Покемон: Детектив Пикачу
Покемон: Детектив Пикачу (енгл. Pokémon Detective Pikachu) америчко-јапански је филм из 2019. године, чији је режисер Роб Летерман, који је написао сценарио заједно са Деном Хернандез, Бењи Самитом и Дереком Коноли, по причи Хернандеза, Самита и Никол Перлман. Базиран је на Покемон франшизи од Сатошија Тајири и видео-игри из 2016. године Детектив Пикачу. Представља први играни филм франшузе. Главне улоге тумаче Рајан Рејнолдс који даје глас насловном лику, са уживо ликовима као што су Џастис Смит, Кетрин Њутон, Суки Вотерхаус, Омар Чапаро, Крис Гир, Кен Ватанабе и Бил Нај.
Снимање Детектива Пикачу одвијало се од јануара до маја 2018. године у Колораду, Енглеској и Шкотској. Изашао је 3. маја 2019. године у Јапану и 10. маја 2019. године у Сједињеним Америчким Државама. Први је Покемон филм који је изашао у биоскопима у Сједињеним Америчким Државама након Покемон 3: Филм. Такође је први Покемон филм који је изашао у Сједињеним Америчким Државама који није добио џи рејтинг. Детектив Пикачу добио је измешане критике критичара, који су похвалили дизајн створења и Рејнолдсову глуму, али су критиковали радњу као стандард.
Буџет филма је износио 150 милиона долара, а зарада 431,7 милиона долара.

## Радња
Прича почиње нестанком приватног истражитеља Харија Гудмена, када његов 21-годишњи син Тим покуша да сазна шта се заправо догодило. У истрази ће му помоћи Харијев бивши Покемон партнер, детектив Пикачу, који има најчуднији смисао за хумор. Тим и Пикачу ће удружити снаге како би разоткрили запетљану тајну. У потрази за траговима у савременој метрополи у којој живе људи и Покемони, сусрећу се с разноликим ликовима и откривају шокантну тајну која би могла уништити цели Покемон свет.